# Stefan Schemer
Stefan Schemer (* 19. August 1928 in Wien; † 6. Juni 2017 ebenda) war ein österreichischer Politiker (SPÖ) und Genossenschaftsangestellter. Schemer war von 1975 bis 1990 Abgeordneter zum Nationalrat.
Schemer besuchte nach der Pflichtschule eine Handelsschule und war ab 1974 Angestellter der Baugenossenschaft „Siedlungsunion“. Er engagierte sich ab 1950 als Funktionär in der SPÖ und war von 1960 bis 1968 Bezirksrat in Wien-Donaustadt. Zwischen 1969 und 1975 gehörte er dem Wiener Landtag und Gemeinderat an, danach vertrat er die SPÖ zwischen dem 4. November 1975 und dem 4. November 1990 im Nationalrat. Zudem war Schemer ab 1973 Bezirksparteivorsitzender der SPÖ Wien-Donaustadt.
Er hatte eine Tochter und zwei Enkeltöchter.